# Klimov VK-2500
Klimov VK-2500 là loại động cơ máy bay sử dụng động cơ tuốc bin trục công suất cao do Cục Thiết kế và thí nghiệm Kirill Klimov chế tạo như một phiên bản phái sinh của động cơ TV7-117VMA dùng cho các trực thăng vận tải hạng trung. Loại động cơ này được sử dụng cho các loại trực thăng chiến đấu Kamov và Mil như phiên bản thay thế cho loại động cơ TV3-117VMA-SB3 cũ kỹ.

## Phát triển
Việc phát triển được tiến hành tại Klimov từ tháng 12 năm 1994 với mục tiêu tạo ra một động cơ có công suất cao có thể hoạt động lâu trong tình trạng nhiệt cao để sử dụng cho các loại trực thăng như Ka-50 và Mi-28. Năm 2001 một số tài liệu thiết kế đã được chuyển cho công ty liên doanh Vladimir Klimov Motor Sich và Klimov tuyên bố động cơ này sẽ được sản xuất tại nhà máy quốc doanh Klimov.

## Thiết kế
Mặc dù loại động cơ này giống như động cơ VK-1500 về kích thước và trọng lượng nhưng công suất của nó đã tăng lên đáng kể. Với số liệu về mẫu mới nhất của loại động cơ này thì công suất cất cánh là 1.790 kW (2.400 shp) và trong trường hợp khẩn cấp nó có thể đạt 2.013 kW (2.700 shp). Nó có thể hoạt động hiệu quả trong các vùng khí nóng và loãng như trên núi cao hay những nơi có thời tiết và nhiệt độ cực nóng.
VK-2500 được trang bị hệ thống tuốc bin nén khí mới giúp nó có thể tăng áp lực khí cùng công suất lên so với loại động cơ cũ. Klimov cũng phát triển hệ thống điều khiển điện tử để tối ưu hóa hiệu suất của động cơ cũng như trực thăng mà nó được trang bị.

## Biến thể
- VK-2500-01: Mẫu có công suất trung bình 1119 kW (1500 hp) và 1491 kW (2000 hp) khi cất cánh.
- VK-2500-02: Mẫu có công suất trung bình 1119 kW (1500 hp) và 1641 kW (2200 hp) khi cất cánh.
- VK-2500-03: Mẫu có công suất trung bình 1305 kW (1750 hp) và 1790 kW (2400 hp)kW khi cất cánh.